# 隐脉红淡比
隐脉红淡比（学名：Cleyera obscurinervia），为山茶科红淡比属下的一个植物种。